# هیرویوکی وسوی
هیرویوکی وسوی (به انگلیسی: Hiroyuki Usui) بازیکن فوتبال اهل ژاپن و عضو تیم ملی فوتبال ژاپن است که در تاریخ ۱۲ فوریه ۱۹۷۴ میلادی اولین بازی ملی‌اش را انجام داد. او در ۳۸ بازی ملی حضور داشت و آخرین بازی ملی خود را در تاریخ ۲۶ آوریل ۱۹۸۴ میلادی انجام داد. هیرویوکی وسوی در بازی‌های ملی‌اش
۱۵ گل به ثمر رساند.